# Dennik (ryba)
Dennik (Liparis liparis) – gatunek morskich ryb skorpenokształtnych z rodziny dennikowatych.

## Występowanie
Wody przydenne (do 300 m) północno-wschodniego Oceanu Atlantyckiego i połączonych z nim mórz, również w Bałtyku.

## Opis
Ciało wstęgowate, bez łusek. Głowa duża, małe oczy, dwa otwory nosowe po obydwu stronach głowy. Długie płetwy: grzbietowa i odbytowa. Długość ok. 15 cm. Żywi się głównie skorupiakami, rzadziej wieloszczetami i małymi rybami.

## Ochrona
Na terenie Polski gatunek był objęty ścisłą ochroną gatunkową. Od 2014 r. podlega ochronie częściowej.